# VfB 슈투트가르트 II
VfB 슈투트가르트 II(VfB Stuttgart II)는 독일 슈투트가르트의 축구 클럽으로, VfB 슈투트가르트의 2군 팀으로 U-21 팀이다. 현재 레기오날리가 쥐트베스트에서 활동하고 있다. 2005년까지 VfB 슈투트가르트 아마퇴레(VfB Stuttgart Amateure)로 불렀다.

## 선수 명단

### 현역
참고: FIFA 자격 규정에 따라 소속된 국가대표팀 국기를 표시합니다. 선수는 복수의 FIFA 비회원국 국적을 가지고 있을 수 있습니다.
| 번호 | 포지션 | 국적   | 이름          |
| ---- | ------ | ------ | ------------- |
| 12   | MF     |        | 콜린 파네루드 |
| 15   | MF     | 코소보 | 루안 심니카   |

| 번호 | 포지션 | 국적 | 이름          |
| ---- | ------ | ---- | ------------- |
| 42   | MF     |      | 하나시로 린토 |

## 역대 감독
| 감독        | 임기        |
| ----------- | ----------- |
| 랄프 랑니크 | 1985 ~ 1987 |